# Byer i Marokko
Dette er en liste over byer i Marokko. Kun byer med mere end 50.000 indbyggere er inkluderet.
| Nr. | By                        | Befolkningstal (2014) | Region                     |
| --- | ------------------------- | --------------------- | -------------------------- |
| 1   | Casablanca                | 3.359.818             | Casablanca-Settat          |
| 2   | Fez                       | 1.112.072             | Fès-Meknès                 |
| 3   | Tanger                    | 947.952               | Tanger-Tetouan-Al Hoceima  |
| 4   | Marrakech                 | 928.850               | Marrakesh-Safi             |
| 5   | Salé                      | 890.403               | Rabat-Salé-Kénitra         |
| 6   | Meknes                    | 632.079               | Fès-Meknès                 |
| 7   | Rabat                     | 577.827               | Rabat-Salé-Kénitra         |
| 8   | Oujda                     | 494.252               | Oriental                   |
| 9   | Kenitra                   | 431.282               | Rabat-Salé-Kénitra         |
| 10  | Agadir                    | 421.844               | Souss-Massa                |
| 11  | Tetouan                   | 380.787               | Tanger-Tetouan-Al Hoceima  |
| 12  | Temara                    | 313.510               | Rabat-Salé-Kénitra         |
| 13  | Safi                      | 308.508               | Marrakesh-Safi             |
| 14  | Mohammedia                | 208.612               | Casablanca-Settat          |
| 15  | Khouribga                 | 196.196               | Béni Mellal-Khénifra       |
| 16  | El Jadida                 | 194.934               | Casablanca-Settat          |
| 17  | Beni Mellal               | 192.676               | Béni Mellal-Khénifra       |
| 18  | Aït Melloul               | 171.847               | Souss-Massa                |
| 19  | Nador                     | 161.726               | Oriental                   |
| 20  | Dar Bouazza               | 151.373               | Casablanca-Settat          |
| 21  | Taza                      | 148.456               | Fès-Meknès                 |
| 22  | Settat                    | 142.250               | Casablanca-Settat          |
| 23  | Berrechid                 | 136.634               | Casablanca-Settat          |
| 24  | Khemisset                 | 131.542               | Rabat-Salé-Kénitra         |
| 25  | Inezgane                  | 130.333               | Souss-Massa                |
| 26  | Ksar el-Kébir             | 126.617               | Tangier-Tetouan-Al Hoceima |
| 27  | Larache                   | 125.008               | Tangier-Tetouan-Al Hoceima |
| 28  | Guelmim                   | 118.318               | Guelmim-Oued Noun          |
| 29  | Khenifra                  | 117.510               | Béni Mellal-Khénifra       |
| 30  | Berkane                   | 109.237               | Oriental                   |
| 31  | Taourirt                  | 103.398               | Oriental                   |
| 32  | Bouskoura                 | 103.026               | Casablanca-Settat          |
| 33  | Fquih Ben Salah           | 102.019               | Béni Mellal-Khénifra       |
| 34  | Dcheira El Jihadia        | 100.336               | Souss-Massa                |
| 35  | Oued Zem                  | 95.267                | Béni Mellal-Khénifra       |
| 36  | El Kelaa Des Sraghna      | 95.224                | Marrakesh-Safi             |
| 37  | Sidi Slimane              | 92.989                | Rabat-Salé-Kénitra         |
| 38  | Errachidia                | 92.374                | Drâa-Tafilalet             |
| 39  | Guercif                   | 90.880                | Oriental                   |
| 40  | Oulad Teima               | 89.387                | Souss-Massa                |
| 41  | Ben Guerir                | 88.626                | Marrakesh-Safi             |
| 42  | Tifelt                    | 86.709                | Rabat-Salé-Kénitra         |
| 43  | Lqliaa                    | 83.235                | Souss-Massa                |
| 44  | Taroudant                 | 80.149                | Souss-Massa                |
| 45  | Sefrou                    | 79.887                | Fès-Meknès                 |
| 46  | Essaouira                 | 77.966                | Marrakesh-Safi             |
| 47  | Fnideq                    | 77.436                | Tanger-Tetouan-Al Hoceima  |
| 48  | Sidi Kacem                | 75.672                | Rabat-Salé-Kénitra         |
| 49  | Tiznit                    | 74.699                | Souss-Massa                |
| 50  | Tan-Tan                   | 73.209                | Guelmim-Es Semara          |
| 51  | Ouarzazate                | 71.067                | Drâa-Tafilalet             |
| 52  | Souk El Arbaa             | 69.265                | Rabat-Salé-Kénitra         |
| 53  | Youssoufia                | 67.628                | Marrakesh-Safi             |
| 54  | Lahraouyine               | 64.821                | Casablanca-Settat          |
| 55  | Martil                    | 64.355                | Tanger-Tetouan-Al Hoceima  |
| 56  | Ain Harrouda              | 62.420                | Casablanca-Settat          |
| 57  | Suq as-Sabt Awlad an-Nama | 60.076                | Béni Mellal-Khénifra       |
| 58  | Skhirat                   | 59.775                | Rabat-Salé-Kénitra         |
| 59  | Ouazzane                  | 59.606                | Tanger-Tetouan-Al Hoceima  |
| 60  | Benslimane                | 57.101                | Casablanca-Settat          |
| 61  | Al Hoceima                | 56.716                | Tanger-Tetouan-Al Hoceima  |
| 62  | Beni Ansar                | 56.582                | Oriental                   |
| 63  | M'diq                     | 56.227                | Tanger-Tetouan-Al Hoceima  |
| 64  | Sidi Bennour              | 55.815                | Casablanca-Settat          |
| 65  | Midelt                    | 55.304                | Drâa-Tafilalet             |
| 66  | Azrou                     | 54.350                | Fès-Meknès                 |
| 67  | Drargua                   | 50.946                | Souss-Massa                |